# 加納站 (宮崎縣)

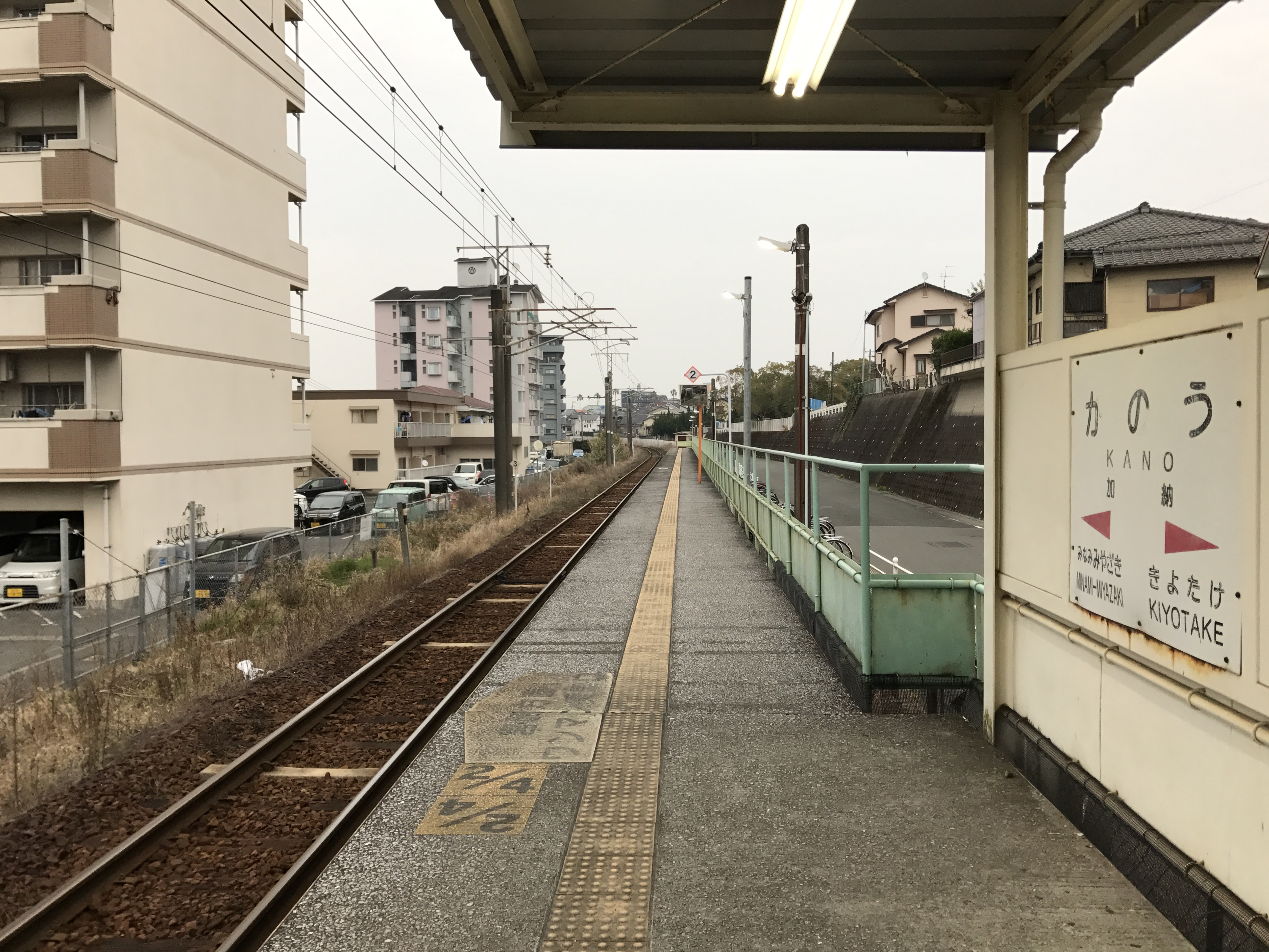
月台(2017年3月)

加納站（日语：／ Kanō eki */?）是位於宮崎縣宮崎市，九州旅客鐵道（JR九州）的日豐本線車站，是1990年代末期所興建的通勤車站，與國道269號並行。

## 車站構造

### 站房

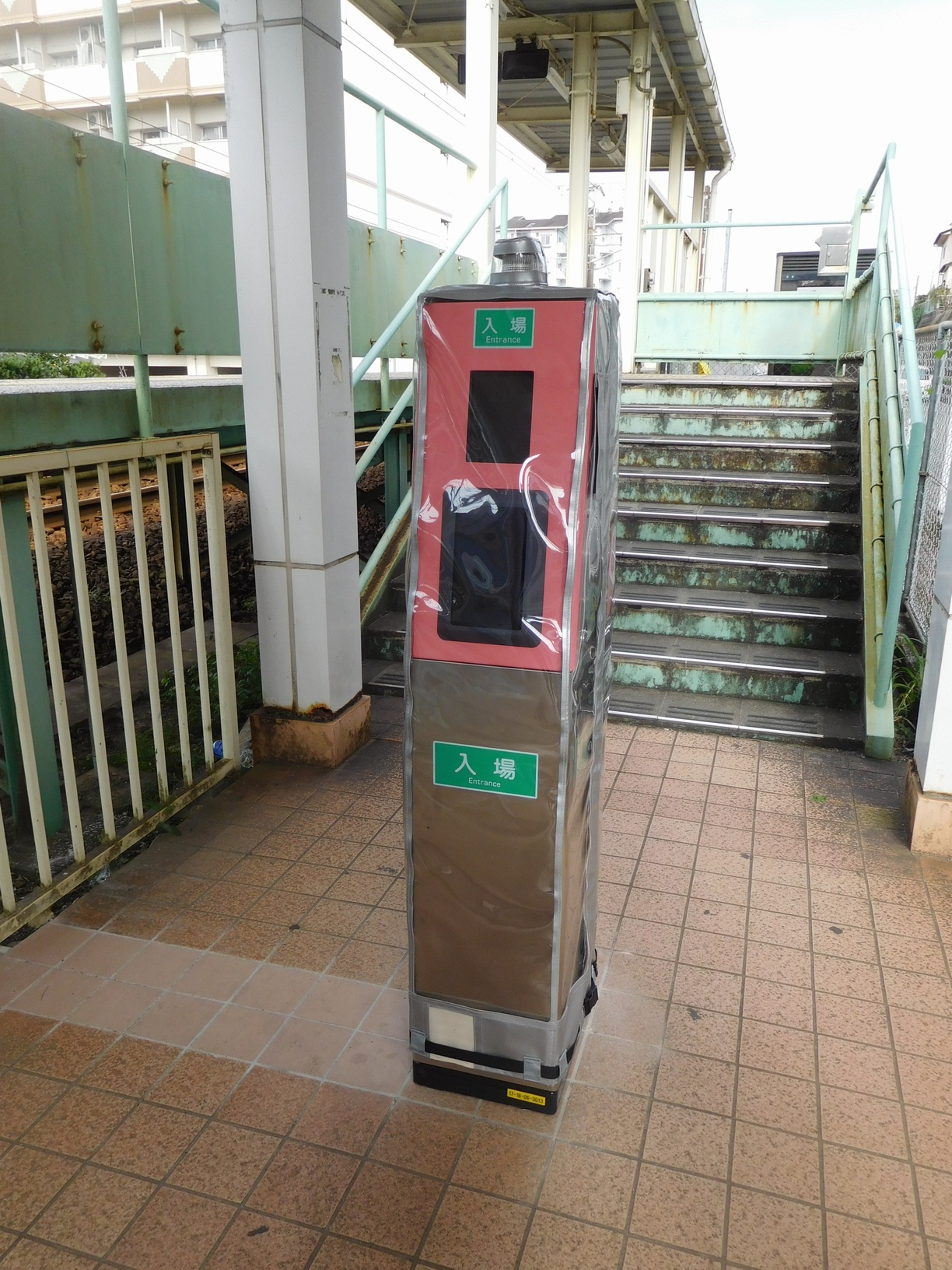
設於站房和月台通道之間的簡易式SUGOCA拍卡機。

本站為木製及配以鋼架的單層站房，在過去曾短暫最為直營車站，後來成為無人車站。站房結合候車室至及站務室功能，並設有簡易式短距離售票機及候車座椅。2015年引進「SUGOCA」IC卡後在站房與月台之間加設一對供出、入閘使用的簡易式拍卡機。

### 月台
只設有側式月台1座，為列車不能交換車站。車站以鋼架及水泥板所建成，月台邊採用了半身高的圍板而非一般的欄杆，有效長度為6輛。列車到站時，往宮崎方向為右側上落；往西都城方向為左側上落。
| 路線      | 上下行 | 方向                                                | 備註 |
| --------- | ------ | --------------------------------------------------- | ---- |
| ■日豐本線 | 上行   | 南宮崎、宮崎、宮崎神宮、佐土原、高鍋、延岡方向      |      |
| ■日豐本線 | 下行   | 田野、都城、西都城、鹿兒島中央、經■吉都線往吉松方向 |      |

## 歷史
- 1989年3月11日：車站啟用[1]。
- 2015年11月14日：此站可以使用IC卡「SUGOCA」[2]。
- 2022年4月1日：隨宮崎綜合鐵道事業部改組，並且昇格為宮崎支社（日语：九州旅客鉄道宮崎支社），車站管理權由宮崎支社承繼[3]。

## 使用狀況
在2015年度，1日平均乘車人次為194人。2016年起，因JR九州只公佈使用人數首300個車站的人數，本站因使用量未達至公佈實質人數，所以未有實際的使用人數公佈；但是，因為每天使用人數仍超越100人，所以改以補遺的方式顯示於每年度的排名榜內。
| 年度   | 1日平均 乘車人次 | 參考資料 |
| ------ | ---------------- | -------- |
| 1996年 | 168              |          |
| 1997年 | 157              |          |
| 1998年 | 171              |          |
| 1999年 | 175              |          |
| 2000年 | 172              |          |
| 2001年 | 165              |          |
| 2002年 | 178              |          |
| 2003年 | 194              |          |
| 2004年 | 197              |          |
| 2005年 | 196              |          |
| 2006年 | 179              |          |
| 2007年 | 185              |          |
| 2008年 | 193              |          |
| 2009年 | 188              |          |
| 2010年 | 169              |          |
| 2011年 | 168              |          |
| 2012年 | 182              |          |
| 2013年 | 193              |          |
| 2014年 | 181              |          |
| 2015年 | 194              |          |
| 2016年 | >100             | [ 5 ]    |
| 2017年 | >100             | [ 6 ]    |
| 2018年 | >100             | [ 7 ]    |
| 2019年 | >100             | [ 8 ]    |
| 2020年 | >100             | [ 9 ]    |
| 2021年 | >100             | [ 10 ]   |
| 2022年 | >100             | [ 11 ]   |
| 2023年 | >100             | [ 12 ]   |

## 相鄰車站
九州旅客鐵道
■日豐本線
南宮崎－加納－清武

## 注腳
1. 1 2 3 4 5 6  . 週刊朝日百科. 44号 宮崎駅・都城駅・志布志駅ほか80駅. 朝日新聞出版. 2013-06-23: 24.
2. ↑   (PDF) (新闻稿). 九州旅客鐵道. 2015-09-17  [2020-02-06]. （原始内容存档 (PDF)于2017-10-13） （日语）.
3. ↑  . 宮崎 NEWS WEB. NHK. 2022-04-01  [2022-05-01]. （原始内容存档于2022年4月1日）.
4. ↑  宮崎縣統計年鑑
5. ↑   (PDF). 九州旅客鉄道. 2017-07-31  [2017-08-02]. （原始内容 (PDF)存档于2017-08-01）.
6. ↑   (PDF). 九州旅客鉄道.   [2019-06-08]. （原始内容存档 (PDF)于2018-07-17）.
7. ↑   (PDF). 九州旅客鉄道.   [2019-07-28]. （原始内容存档 (PDF)于2019-07-12）.
8. ↑   (PDF). 九州旅客鉄道.   [2020-12-25]. （原始内容存档 (PDF)于2020-08-24）.
9. ↑  2020年度的平均1日乘車人數為介於100-248人之間，參考JR九州駅別乗車人員上位300駅（2020年度） （页面存档备份，存于），第3頁。
10. ↑  2021年度的平均1日乘車人數為介於100-246人之間，參考 (PDF). 九州旅客鉄道.   [2022-08-26]. （原始内容 (PDF)存档于2022-08-26） （日语）.
11. ↑  2022年度的平均1日乘車人數為介於100-267人之間，參考JR九州駅別乗車人員上位300駅（2022年度） （页面存档备份，存于） ，第3頁。
12. ↑  2023年度的平均1日乘車人數為介於100-282人之間，參考 (PDF).   [2023-11-28]. （原始内容存档 (PDF)于2024-08-31）.

## 外部連結
- JR九州加納站 （页面存档备份，存于）